# Paso Zanate
Paso Zanate är en ort i Mexiko.   Den ligger i kommunen Santa María Tonameca och delstaten Oaxaca, i den sydöstra delen av landet, 500 km sydost om huvudstaden Mexico City. Paso Zanate ligger 62 meter över havet och antalet invånare är 131.
Terrängen runt Paso Zanate är platt söderut, men norrut är den kuperad. Havet är nära Paso Zanate söderut. Runt Paso Zanate är det ganska glesbefolkat, med 45 invånare per kvadratkilometer. Närmaste större samhälle är San Juanito o la Botija, 4,2 km nordväst om Paso Zanate. Omgivningarna runt Paso Zanate är en mosaik av jordbruksmark och naturlig växtlighet.